# رشاد بوهلال
رشاد بوهلال (مواليد 26 أغسطس 1951 في الرباط)، هو دبلوماسي وسياسي مغربي.

## الدراسة
بعد حصوله على شهادة البكالوريا من ثانوية ديكارت بالرباط سنة 1970, التحق بالمدرسة العليا للتجارة وإدارة المقاولات بروان ليتخرج منها سنة 1976.

## مسيرته
شغل السيد بوهلال عدة مناصب من بينها مدير مساعد، رئيس القسم التجاري بمكتب الصرف بوزارة المالية عام 1979، ومدير صناعات الصيد البحري بوزارة الصيد البحري والملاحة التجارية عام 1988 ثم كاتبا عاما لوزارة التجارة الخارجية والاستثمارات الخارجية عام 1991 ومستشار لدى الوزير الأول مكلف بالشؤون الاقتصادية والمالية عام 1994.
وعين السيد بوهلال سفيرا لدى المجموعة الأوروبية لمملكة بلجيكا والدوقية الكبرى للوكسمبورغ عام 1996.
و بتاريخ 13 ماي 1999, عينه الملك الحسن الثاني كاتبا عاما لوزارة الشؤون الخارجية والتعاون،
ثم بعد ذلك، عينه الملك محمد السادس بتاريخ 22 نوفمبر 2004 سفيرا في جمهورية ألمانيا الفدرالية خلفا لعبد العظيم الحافي (10 يناير 2005: تاريخ تقديم أوراق الإعتماد للرئيس الألماني)‘.
ثم سفيرا بالولايات المتحدة عام 2011 خلفا لعزيز مكوار إلى غاية 15 سبتمبر 2016.
و منذ 13 أكتوبر 2016 سفيرا للمغرب باليابان.

## أوسمة
تم توشيح السيد بوهلال بوسام العرش من درجة فارس ووسام العرش من درجة ضابط وكذا بوسام الصليب الأكبر للتاج البلجيكي ووسام الصليب الأكبر لجمهورية ألمانيا الفدرالية.

### فرنسا
9 دجنبر 2005: الرئيس الفرنسي جاك شيراك يوشح السيد رشاد بوهلال بوسام جوقة الشرف

## أنشطة
ويرأس السيد بوهلال النادي الملكي للطيران بالرباط وهو عضو مؤسس للمهرجان الدولي لأفلام الحيوانات والبيئة.
وفي عام 2004، اختير السيد بوهلال «سفير السنة» من طرف الغرفة الأمريكية العربية للتجارة بواشنطن.

## الحالة العائلية
محمد رشاد بوهلال متزوج وأب لولدين.